# Batalla de Sel·làsia (222 aC)
|  | Per a altres significats, vegeu «Batalla de Sel·làsia (195 aC)». |

La batalla de Sel·làsia va ser un conflicte armat entre els exèrcits d'Antígon III Dosó, rei de Macedònia i Cleòmenes III rei d'Esparta l'any 222 aC. L'exèrcit espartà va ser massacrat i Cleòmenes va fugir a Egipte. Filopemen, futur estrateg de la Lliga Aquea, hi va participar com a cap de la cavalleria al costat d'Antígon, i va destacar pel seu valor.

## Antecedents

### Antígon i la Lliga Aquea contra Cleòmenes
Per poder ocupar el tron l'any 235 aC després de la mort de Leònides II, Cleòmenes va iniciar una ambiciosa restauració política del poder d'Esparta, tornant a la tradició llegendària que havia instaurat Licurg. El re de Macedònia, Antígon III, al veure la creixent influència d'Esparta va fer diverses incursions al Peloponnès per primera vegada en vint anys. L'any 224 aC, va signar una aliança amb els aqueus, els beocis, els tessalis i els acarnanis, i va envair el Peloponnès expulsant als espartans d'Argos, ocupant Orcomen i Mantinea. Però quan va avançar contra Lacònia, Antígon es va trobar que Cleòmenes havia bloquejat tots els ports de muntanya excepte un. Cleòmenes estava estacionat prop de la ciutat de Sel·làsia, on l'esperava amb el seu exèrcit.

## Els exèrcits combatents
Cleòmenes va col·locar el seu exèrcit vora un camí que seguia un riu, entre dues colines, Olimp i Evas. Tenia aproximadament 20.000 soldats d'infanteria, gairebé tots hoplites espartans. Segons Plutarc, Cleòmenes havia armat 2000 espartans a la manera dels macedonis, formant una falange i tenia al seu eercit un gran contingent de periecs, mercenaris i 650 genets. La falange espartana, que Cleòmenes manava personalment, ocupava l'ala dreta i es va situar al cim de la colina d'Olimp, prop de Sel·làsia. Amb ells hi havia un cos de mercenaris d'infanteria lleugera. Les tropes aliades i la falange dels periecs les manava el germà de Cleòmenes, Euclides, i estaven situades a l'ala esquerra, a la colina d'Evas. El centr de la vall i el camí l'ocupava la cavalleria espartana, reforçada per mercenaris. Cleòmenes probablement esperava que la posició del seu exèrcit compensés la seva inferioritat numèrica. El rei espartà va ordenar també la construcció de rases i l'erecció d'estacades a tot el llarg del camí.
Antígon va arribar amb una força superior, aproximadament 30.000 homes, incloent-hi els aliats de la Lliga Aquea. Per primera vegada des de principis del segle iii aC, els macedonis van oposar als espartans un un exèrcit propi, i no un farcit de mercenaris. Antígon tenia 10.000 macedonis formant falanges, 3.000 peltastes i 300 genets macedonis, i també 1000 agrians, 1600 il·liris, 1000 gals, 3000 mercenaris de nacionalitat desconeguda i 300 genets, també mercenaris. Els aliats portaven contingents importants: els aqueus uns 3000 soldats i 300 genets, els beocis 2000 soldats i 200 genets, els acarnanis 1000 soldats i 50 genets i els epirotes 1000 soldats i 50 genets.

## La batalla
Antígon va situar les falanges davant de la infanteria espartana, que ja s'havia col·locat en ordre de batalla dalt de tot dels turons, i va donar l'ordre d'ocupar les cotes més altes. La cavalleria macedònica, aquea (que dirigia Filopemen), beòcia i mercenària la comandava Alexandre, i la va situar davant de la cavalleria enemiga, al centre. L'ala dreta dels macedonis va avançar contra els espartans, però va rebre un atac per la rereguarda de la infanteria lleugera de l'enemic. Atacada tant per darrere com pel front, la falange d'Antígon anava a ser vençuda, fins que Filopemen, contravenit les ordres rebudes, va carregar amb els seus homes i va forçar les tropes enemigues a retrocedir, i va aconseguir la victòria dels macedonis. Després de la batalla, Antígon va felicitar al jove Filopemen per la seva iniciativa. Segons Plutarc, dels 6.000 combatents espartans només en van sobreviure 200. La resta van preferir morir lluitant abans del deshonor de la derrota.
Antígon va avançar triomfant cap a Esparta, que per primera vegada va ser cupada per un exèrcit estranger. La lluita dels espartans va ser orgullosa i digna. Cleòmenes va aconseguir fer-se escàpol i amb un grup reduït de genets va agafar el camí d'Egipte, per refugiar-se a la cort de Ptolemeu IV Filopàtor. Abans de fugir va avisar a la ciutat de la seva derrota i va demanar que no oposessin resistència als macedonis.